# Jimmy Janssens
Jimmy Janssens (Herentals, 30 maggio 1989) è un ciclista su strada belga che corre per il team Alpecin-Deceuninck.

## Palmarès

### Strada
- 2017 (Cibel-Cebon, una vittoria)

1ª tappa Tour de Savoie Mont-Blanc (La Léchère > Aussois)
- 2018 (Cibel-Cebon, una vittoria)

4ª tappa Flèche du Sud (Roeser > Roeser)
3ª tappa Kreiz Breizh Elites (Carhaix-Plouguer > Carhaix-Plouguer)

#### Altri successi
- 2016 (Team3M)

Classifica scalatori Flèche du Sud
Classifica scalatori Ronde de l'Oise
Classifica scalatori Ster ZLM Toer
- 2018 (Cibel-Cebon)

Classifica scalatori Tour de Taiwan
- 2024 (Alpecin-Deceuninck)

Classifica scalatori Giro di Vallonia

## Piazzamenti

### Grandi Giri
- Giro d'Italia

2021: 65º
2024: 84º
2025: 118º
- Vuelta a España

2022: 106º
2023: 112º

### Classiche monumento
- Liegi-Bastogne-Liegi

2021: 88º
2022: ritirato
- Giro di Lombardia

2020: 39º
2021: ritirato
2022: ritirato
2023: 89º